# Голицынская больница
Голицынская больница (встречается также вариант написания Голицинская больница) — больница, которая была открыта в Москве в 1802 году как «больница для бедных». В настоящее время — Голицынский корпус Первой городской клинической больницы.

## История больницы
Голицынская больница строилась в 1796—1801 гг. по проекту архитектора Матвея Фёдоровича Казакова (1738—1812) на средства, которые были завещаны князем Дмитрием Михайловичем Голицыным (1721—1793) «на устройство в столичном городе Москве учреждения Богу угодного и людям полезного». При разработке проекта Казаковым был использован принцип городской усадьбы. Непосредственно руководством строительства занимался двоюродный брат князя действительный тайный советник, обер-камергер Александр Михайлович Голицын (1723—1807).
Больница была открыта в 1802 году и стала третьей больницей в Москве гражданского ведомства — после открытия Павловской больницы (1763) около Данилова монастыря (ныне Городская клиническая больница № 4) и Екатерининской больницей (1776) в Мещанской слободе (ныне больница МОНИКИ). 

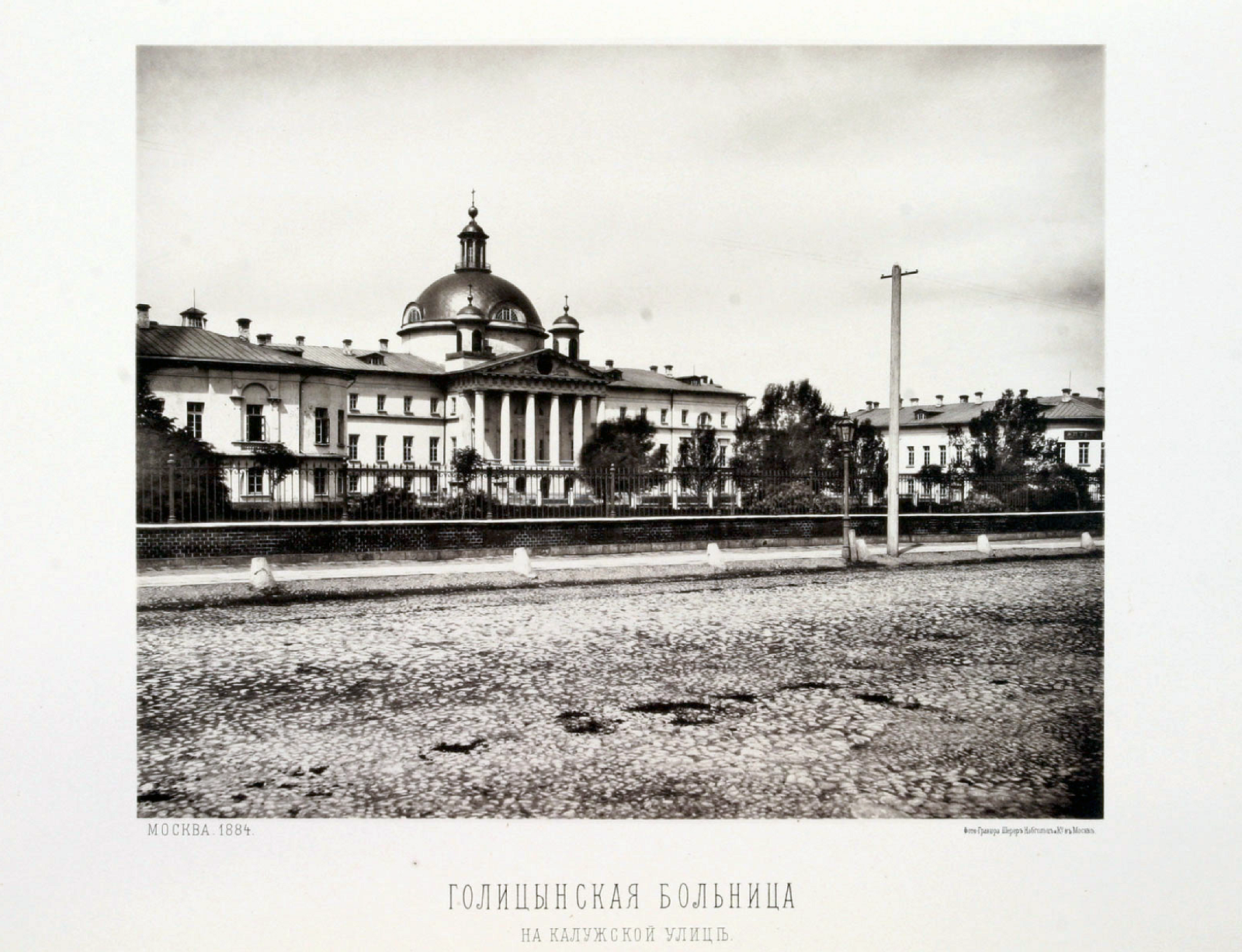
Голицынская больница в 1884 г. (из альбома Найдёнова Н.А.)

В Голицынскую больницу принимались на бесплатное лечение представители всех слоёв населения, кроме крепостных крестьян, — «…и русские, и иностранцы, всякого пола, звания, вероисповедания и национальности».
В 1802 году в больнице было 50 коек, в 1805 году — 100 коек. Дополнительно в 1803 году при больнице была открыта богадельня для неизлечимых больных на 30 мест.
Первый главный врач больницы (1802—1810) — Е. О. Мухин, профессор Московского университета. До середины XIX века все главные врачи больницы были профессорами Московского университета, а больница являлась клинической базой медицинского факультета. В 1810—1825 годах главным врачом был А. А. Альбини, в 1825—1837 годах — М. А. Маркус, в 1837—1850 годах — А. И. Блументаль; в 1875—1895 годах — Н. И. Стуковенков, в 1895—1898 годах — К. Х. Иноевс, в 1899—1907 годах — С. Ф. Дерюжинский.
Над центральным входом в больницу в XIX веке были вмонтированы часы, а вокруг них сделали надпись "Голицынская больница. 1801". Часы в советское время заменили на герб СССР, сейчас часы снова на месте.
В дворовой (парковой) части центрального здания в XIX веке был установлен обелиск  в честь основателей больницы — князей Голицыных. Памятник уцелел, хотя и пострадал от времени, и является выявленным объектом культурного наследия.
В 1899 году П. М. Самариным, служившим тогда архитектором больницы, была построена Церковь Михаила Архангела при Голицынской больнице (стоит в Титовском проезде, числится по ул. Крымский Вал, 9, стр. 3).
Известно, что экономом (управляющим) больницы в начале XIX века в течение многих лет служил Христиан Иванович Цингер (дед математика, ботаника и философа Василия Яковлевича Цингера). Во время Отечественной войны 1812 года, когда Москву заняли войска Наполеона, он остался в больнице один и сумел не допустить её разграбления, а также сберёг оставленные ему на хранение больничные деньги. За добросовестную службу Христиан Иванович получил статус потомственного дворянина.

### Картинная галерея Голицынской больницы
В 1803 году А. М. Голицын, являясь знатным коллекционером, заложил в больничном парке двухэтажное каменное здание, предназначенное для будущей публичной художественной галереи. В 1809 году С. М. Голицын достроил здание.
Первая московская общедоступная галерея западноевропейского искусства в Москве открылась в мае 1810 года. В ее экспозиции было представлено 477 картин, а также статуи и вазы.
Просуществовала галерея до 1817 года, когда ее экспонаты были распроданы на аукционах. Участниками торгов стали 55 покупателей, среди которых были известные московские коллекционеры: Н. Б. Юсупов, А. С. Власов, Ф. С. Мосолов, М. П. Голицын, М. А. Голицына, И. В. Чертков.
В 1819 году в корпусе бывшей картинной галереи разместилось летнее мужское отделение больницы.

## 1-я Градская больница
В 1833 году рядом с Голицынской больницей была построена 1-я Градская больница, а в 1866 году — Временная больница для тифозных больных (с 1878 года называвшаяся Второй Градской больницей).
В 1919 году Голицынская больница лишилась самостоятельности и стала частью 1-й Градской больницы. Также к 1-й Градской больнице была присоединена 2-я Градская больница. Позже этот комплекс больниц стал называться Первой городской клинической больницей; официальное название по состоянию на 2009 год — Городская клиническая больница № 1 им. Н. И. Пирогова, адрес — Ленинский проспект, дом 8.

## Галерея

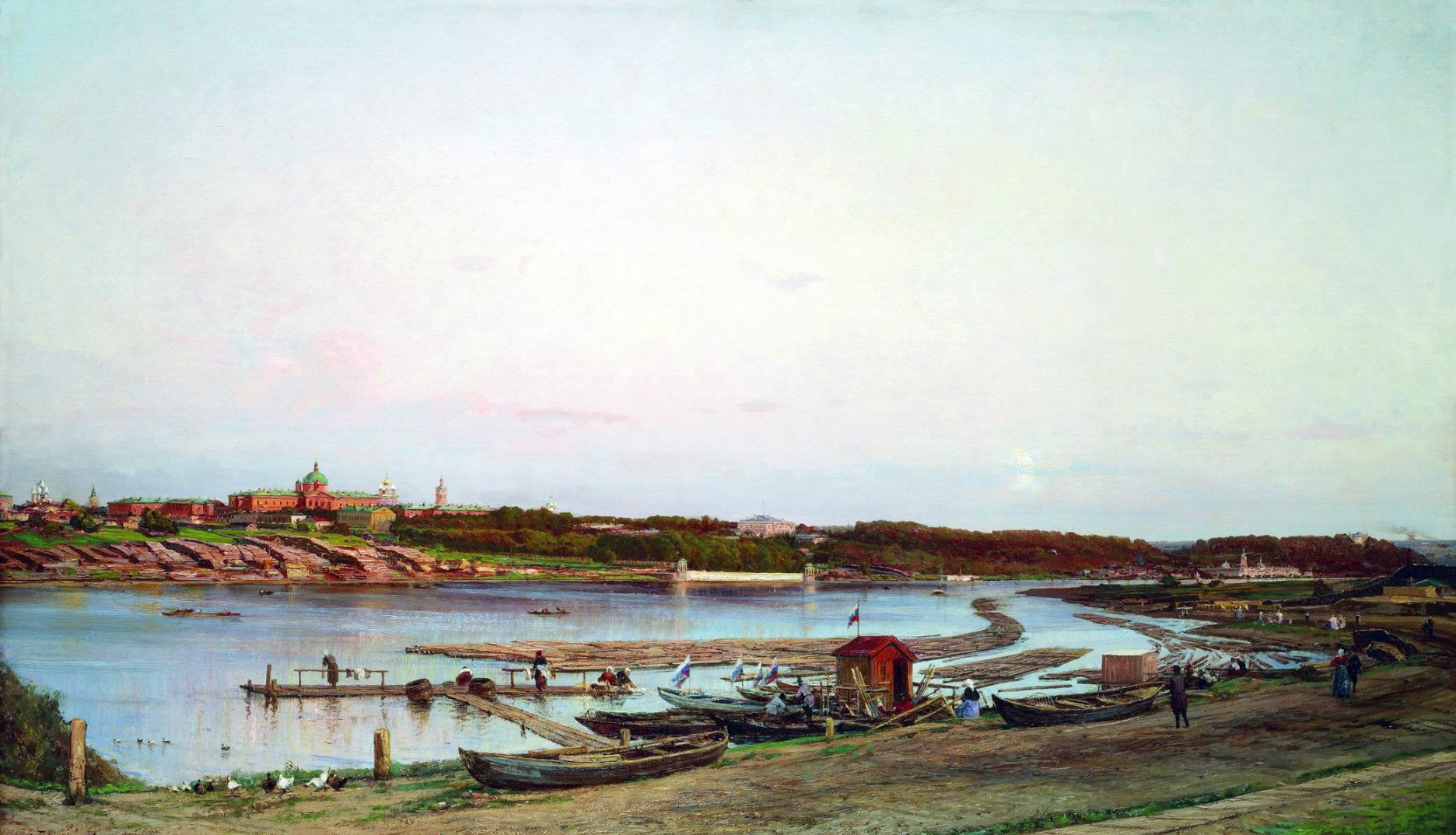
Боголюбов А.П.Вид на Голицынскую больницу и Нескучное, 1879
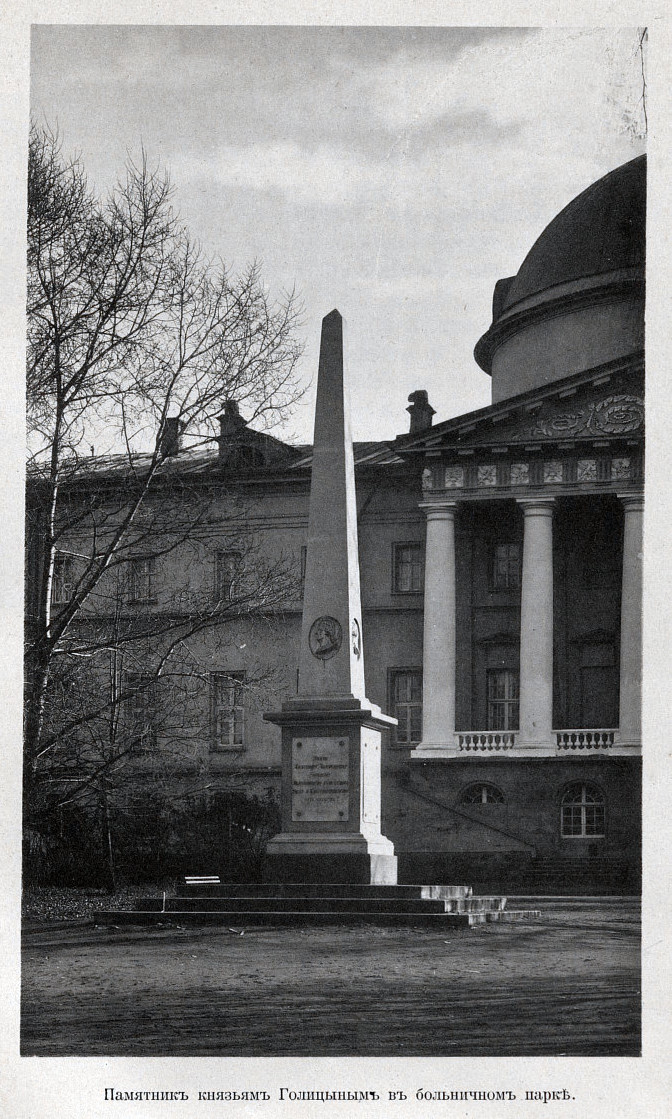
Памятник Голицыным в парковой части больницы, 1901
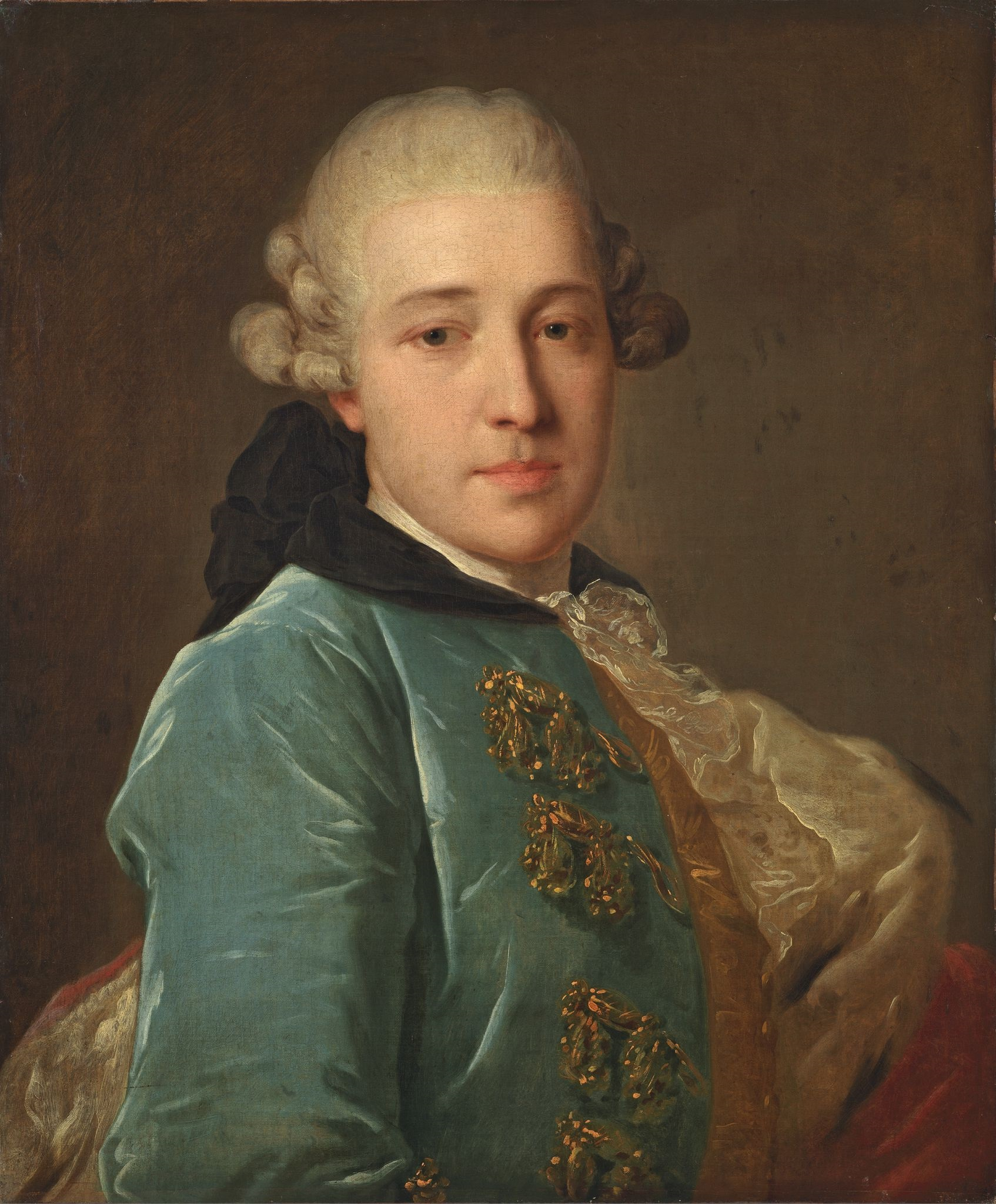
Рокотов Ф. С. Портрет князя Дмитрия Михайловича Голицына, 1760-е
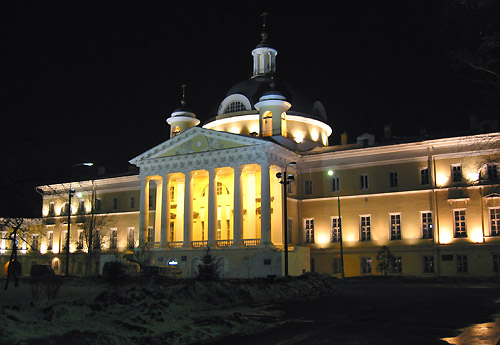
Голицынский корпус Первой городской клинической больницы, 2003
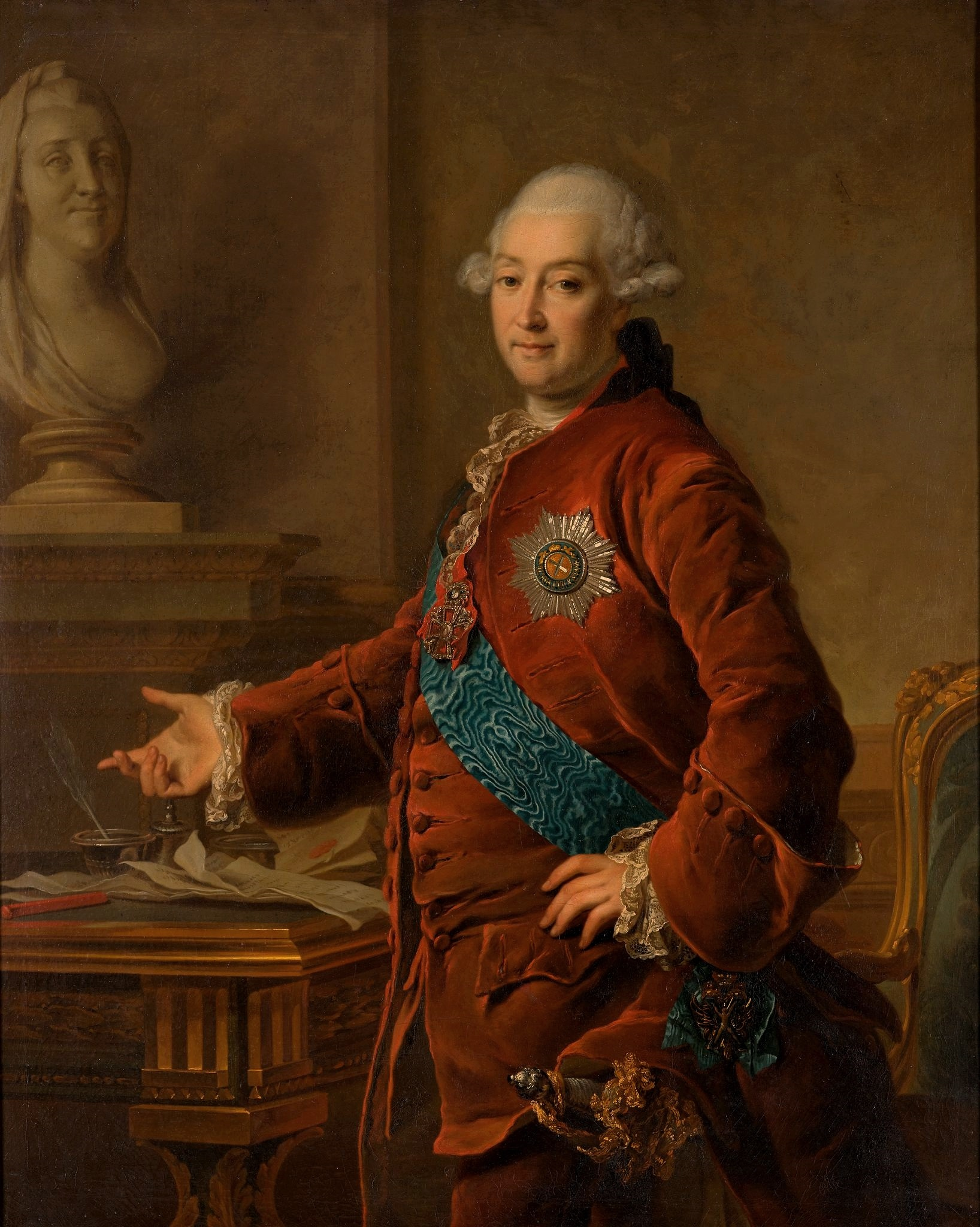
Левицкий Д. Г. Портрет вице-канцлера княза Александра Михайловича Голицына, 1772
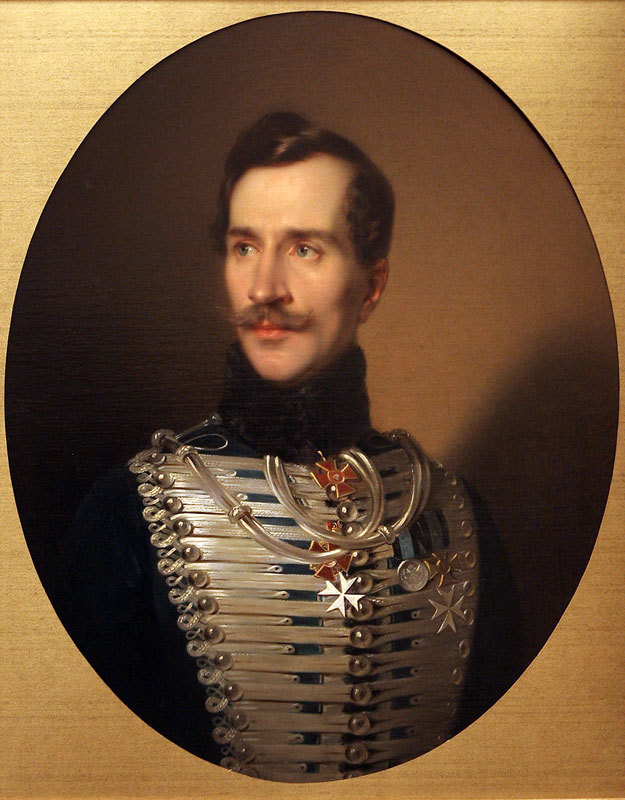
Михаил Фёдорович Голицын (1800—1873), попечитель и главный директор Голицынской больницы в 1859—1873 годах
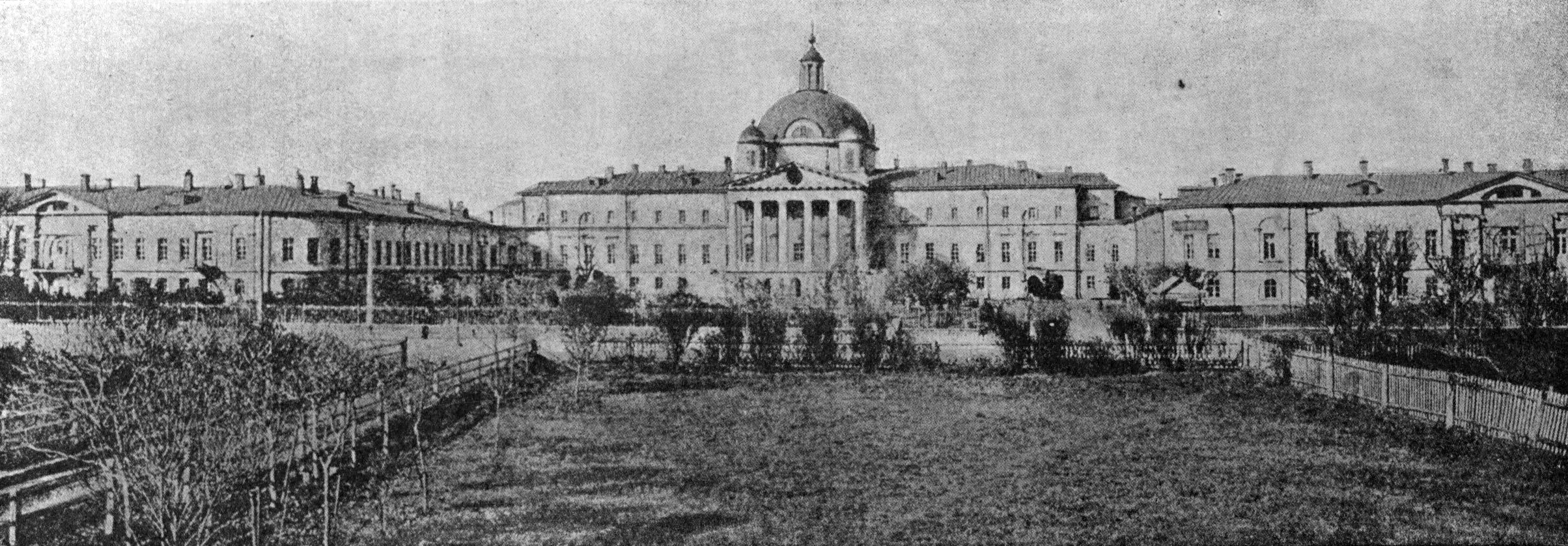
Голицынская больница. Нач. XX века